# Déplacement professionnel
Un déplacement professionnel ou voyage d'affaires a lieu dès lors que quelqu’un exerce temporairement une activité professionnelle en dehors de son domicile et de son lieu de travail habituel.
Les déplacements professionnels englobent par exemple les visites chez les clients ou les fournisseurs, la participation à des réunions professionnelles, des congrès et des séminaires spécialisés, la visite de foires et de salons présentant un intérêt pour la société, les voyages scolaires pour les enseignants et aussi les délégations temporaires à d’autres autorités pour les fonctionnaires ou à d’autres entreprises pour les employés.

## Nécessité du déplacement professionnel et autres solutions
Le déplacement professionnel est une manière de rencontrer des personnes — actuels et futurs collaborateurs, fournisseurs, clients — et de constater par soi-même une situation. Le contact humain direct est parfois important et la distance un frein à la compréhension d'une situation. Les déplacements sont devenus d'autant plus importants que les chaînes d'approvisionnement et de livraison se sont allongées, en raison de la mondialisation économique : les fournisseurs, clients, marchés à prospecter sont parfois à des milliers de kilomètres du centre de décision ou de production.
Les moyens de communication modernes peuvent dans une certaine mesure se substituer aux déplacements : téléconférence, partage de documents par réseau informatique (en particulier Internet), signature électronique peuvent faciliter la résolution de problème à distance et dans une certaine mesure se substituer au contact humain direct, mais posent le problème de la sécurité des données (intégrité des données durant le transfert, possible interception des données).
Mais le déplacement professionnel est aussi un moyen d'amener de la main d'œuvre sur un site en ayant besoin ponctuellement. Il peut s'agir de renforcer une équipe en place, ou bien d'effectuer une mission ponctuelle (installation d'une machine, maintenance, visite de contrôle, prévision d'un problème particulier…). Il n'existe alors en général pas d'autre solution que le déplacement. Une organisation territoriale efficace peut cependant limiter les coûts et désagréments engendrés ; par exemple, une organisation en agences ou brigades dédiées à un secteur géographique permet de limiter l'amplitude des déplacements.
Le déplacement professionnel peut être une composante importante de certains postes. C'est notamment le cas des voyageurs représentants placiers (VRP), des services « opérations extérieures » d'entreprise (installation et maintenance sur site d'appareils installés chez un client), de services de maintien de l'ordre de type Gendarmerie mobile ou Compagnie républicaine de sécurité (CRS), d'unité de sécurité civile comme les Unités d'instruction et d'intervention de la sécurité civile (UIISC)…
Les déplacements sont parfois inévitables et peuvent durer parfois longtemps (plusieurs mois dans le cas du BTP ou du nucléaire). Ils sont donc éprouvants pour les salariés et onéreux pour les entreprises. Les employeurs ont donc tout intérêt à s'impliquer dans ce processus de déplacement car il peut représenter un réel frein pour le recrutement ou la fidélisation des salariés.

## Risques et impact liés aux déplacements professionnels
La plupart des risques sont communs avec les voyages d'agrément.
Par définition, le déplacement implique un transport, le premier risque est donc lié au transport, principalement les accidents de la route et le syndrome thromboembolique de la position assise prolongée. Notons par ailleurs que les accidents de la route sont la première cause d'accidents du travail en France (accidents de trajet compris), et la première cause de décès en voyage à l'étranger (tourisme).
Il existe des risques liés au lieu du déplacement. Il peut s'agir d'un risque professionnel lié à l'activité de l'entreprise (chantier, risque industriel), un risque lié aux maladies infectieuses endémique à l'endroit visité (paludisme, viroses, tuberculose, brucellose, hépatites, fièvre typhoïde…), un risque lié aux catastrophes naturelles, et un risque lié aux troubles de la sécurité publique (état de guerre, criminalité, terrorisme).
risque d'accident

« Les routes interurbaines (hors autoroutes et hors agglomération) concentrent le plus de victimes (52 % des blessés et 70 % des tués) majeur sur les au motif domicile-travail ou utilisation professionnelle. »

— Cerema
Pour des raisons techniques, il est temporairement impossible d'afficher le graphique qui aurait dû être présenté ici.

Pour des raisons techniques, il est temporairement impossible d'afficher le graphique qui aurait dû être présenté ici.

« 60 % des accidents impliquant un usager en déplacement domicile-travail ou en déplacement professionnel impliquent deux véhicules. Les collisions frontales sont surreprésentées dans les accidents mortels (1/3 vs 1/5 pour l’ensemble des accidents) tandis que celles par le côté sont sous-représentées (17 % vs 27 %). »

— Cerema
Pour des raisons techniques, il est temporairement impossible d'afficher le graphique qui aurait dû être présenté ici.

Pour des raisons techniques, il est temporairement impossible d'afficher le graphique qui aurait dû être présenté ici.

autres risques
Le fait de subir des décalages horaires (voyages est-ouest sur de grandes distances) répétés provoque de la fatigue, des somnolences, une irritabilité, des troubles digestifs et des difficultés de concentration. Enfin, le fait d'être souvent absent de son domicile peut provoquer des problèmes de déracinement, en particulier des conduites addictives et des conduites sexuelles à risque.
De même, le déplacement professionnel comme tout déplacement a un impact environnemental, lié à la consommation d'énergie la plupart du temps fossiles (kérosène, essence, gasoil) et engendrant des émissions de gaz à effet de serre. C'est le cas en particulier de l'aviation car, si certains kérosènes durables sont en cours de développement, ceux-ci ne représentent à l'heure actuelle que 1% du carburant utilisé par l'industrie. Le déplacement peut aussi avoir un impact social sur le pays visité, impact qui peut être positif, en injectant des devises dans l'économie locale, ou négatif, en favorisant des conduites illégales (par exemple la corruption) ou en déséquilibrant le marché local (le voyageur augmente la demande et donc de facto les prix) ; ceci indépendamment de l'activité de l'entreprise.
rôle de l'entreprise dans la gestion du risque
La responsabilité de l'entreprise est engagée : elle doit assurer son devoir de protection du collaborateur en déplacement. Elle est tenue  d'évaluer les risques, d'informer les collaborateurs et d'éviter ces risques.

## Préparation du déplacement
Tout ou partie de la préparation peut être effectuée par un service de l'entreprise, en particulier par un assistant commercial ou de direction, un service de gestion des déplacements, ou bien par un prestataire extérieur comme une agence de voyage. Mais de plus en plus, ce sont les voyageurs d'affaires eux-mêmes qui réservent leurs propres déplacements. Les évolutions technologiques rendent en effet cette pratique plus simple et les employés sont aujourd'hui habitués à réserver des voyages eux-mêmes pour leurs loisirs, ils ont donc l'expérience et les moyens nécessaires pour ne pas faire appel à un intermédiaire. Dans certains cas cependant, l'intervention d'un agent de voyages est nécessaire notamment pour les voyages complexes.
La préparation comporte typiquement plusieurs étapes :
- préparation du matériel et des informations nécessaires ;
- organisation du déplacement : réservation du transport (train, avion, autocar, voiture de location, taxi), prévision de transport en commun, ou utilisation du véhicule personnel ;
- organisation de l'hébergement si nécessaire ;
- préparation administrative : validité des documents d'identité (permis de conduire en cas d'utilisation d'une voiture, carte d'identité ou bien passeport et visa en cas de voyage à l'étranger), éventuels renseignements à fournir à la structure visitée (pour autoriser l'accès au site) ;
- préparation médicale en cas de voyage à l'étranger, ou si le voyageur souffre d'une maladie (chronique ou ponctuelle) : vaccinations, prophylaxie, répulsif pour insectes, informations sur les risques sanitaires particuliers, surveillance de l'hémogramme (intervention sur site comportant un risque radioactif), prévision d'un rapatriement (compagnie d'assistance) ;
- préparation de la sécurité dans les zones présentant un trouble récurrent à l'ordre public : garde du corps, qui appeler en cas de crise ;
- rendez-vous avec les personnes visitées (lieu, date, heure) ;

Un déplacement inopiné, ou la prolongation inattendue d'un déplacement, peut obliger à de « l'improvisation ».

## Le voyage d'affaires en France dans le milieu salarié
Dans le milieu salarié, la durée d’un déplacement professionnel est considérée en tant que temps de travail lorsqu’un tel déplacement tombe pendant les heures de travail normales.
Le remboursement des frais de déplacement est généralement réglementé dans une convention collective ou dans le cadre d’un accord d’entreprise. Les frais de déplacement et d’hébergement ainsi que les dépenses supplémentaires encourues pour les repas et autres dépenses, sont remboursés à l’employé. Le décompte de ces frais peut également être convenu sur la base des directives fiscales[réf. nécessaire].
La durée d’un déplacement professionnel et la distance par rapport au lieu de travail ou au domicile constituent des facteurs déterminants pour le décompte des dépenses encourues[réf. nécessaire].
En cas de dépenses importantes, un acompte peut être demandé à l’employeur pour le paiement des frais de déplacement[réf. nécessaire].

## Fiscalité
En France, d’un point de vue fiscal, en cas de déplacement prolongé, seuls les trois premiers mois sont considérés comme un déplacement professionnel. Après cette période de trois mois, le lieu de destination est considéré comme un nouveau lieu de travail normal, et la durée repart à zéro[réf. nécessaire].
Divers pays (Pays-Bas, Belgique ont mis en place des dispositifs fiscaux ou juridiques encourageant des déplacements moins polluants pour les trajets domicile-travail et/ou durant le travail (coursier par exemple). Le vélo (pour les distances qui le permettent) peut en faire partie, avec alors une Indemnité kilométrique vélo et/ou des avantages fiscaux liés.

## Limite et preuve
Un tribunal retient qu'en cas d'accident au cours d'un déplacement professionnel, il appartient à l'employeur d'apporter la preuve que le salarié a interrompu sa mission pour accomplir un acte n'appartenant pas à la misison.